# Ох, цей жахливий, жахливий телевізор
«Ох, цей жахливий, жахливий телевізор» — радянський телефільм 1990 року, знятий режисером Темуром Палавандішвілі на кіностудії «Грузія-фільм».

## Сюжет
У фотографа Тазо є майже все — стара квартира в старому Тбілісі, і дама серця, і робота, і футбол… Для остаточного щастя не вистачає тільки телевізора.
І так уже вийшло, що замість новенької кольорової «Іверії» в телемагазині, він купує допотопний «ящик» з рук у дивного старого, та ще й за надзвичайною ціною. Від злості на себе він мало не викидає таку покупку, але все-таки приносить додому, вмикає… І ось тут-то все і починається… Як і належить у казці, жаба обернулася царівною, бридке каченя — прекрасним лебедем, а телевізор виявився не простим, а золотим. Бо показує він завтрашні передачі. Спочатку Тазо здається, що це на добро, потім — на зло, потім, — що все-таки на добро…

## У ролях
- Вахтанг Панчулідзе — Тазо Надарая
- Абессалом Лорія — Кириле Квінтрая, дивний старий, продавець телевізора
- Байя Двалішвілі — Лалі
- Мамука Кікалейшвілі — Гугулі Джаші
- Олена Асламазішвілі — тітка Ксенія, сусідка Тазо Надарії
- Карло Саканделідзе — Харитон Кенчадзе
- Бадрі Какабадзе — Гела
- Шота Схіртладзе — міліціонер
- Отар Гунцадзе — ревнивий чоловік, відвідувач ресторану
- Руслан Мікаберідзе — Анзор
- Темо Гвалія — роль другого плану
- Манана Мачабелі — телеведуча
- Картлос Марадішвілі — співробітник КДБ
- Гурам Лордкіпанідзе — Бенедикт, підпільний букмекер
- Тамаз Толорая — лікар
- Гіві Тохадзе — водій
- Георгій Толордава — Гелашвілі
- Ірина Подкопаєва — дружина ревнивця
- Нана Джапаріде — епізод
- Віктор Захаров — епізод
- Зураб Кавтарадзе — чоловік Лалі
- Гія Абуладзе — епізод
- Гогі Чхеїдзе — епізод
- Кетеван Мурванідзе — епізод
- Г. Гугушвілі — епізод
- Васо Рцхіладзе — епізод
- Гіві Джаджанідзе — епізод
- Елгуджа Кебадзе — епізод
- Гія Кобахідзе — епізод
- Мамука Лорія — Самсон, продавець у телеательє
- Г. Євгенідзе — епізод
- Деві Іванов-Чіковані — Чиковані
- Нодар Сохадзе — сусід Тазо Надараї

## Знімальна група
- Режисер — Темур Палавандішвілі
- Сценаристи — Леван Челідзе, Деві Іванов-Чиковані, Темур Палавандішвілі
- Оператор — Гіві Рачвелішвілі
- Композитор — Гія Канчелі
- Художник — Нодар Сулеманашвілі